# 921
Cette page concerne l'année 921  du calendrier julien. Pour l'année 921 av. J.-C., voir 921 av. J.-C.
L'année 921 est une année commune qui commence un lundi.

## Événements
- 20 février : le calife fatimide Ubayd Allah al-Mahdi installe sa capitale à Madhya, sur le littoral tunisien[1].
- Seconde expédition au Maghreb du général fatimide Messala ibn Habus, gouverneur de Tahert. Il assiège Fès et destitue le gouverneur idrisside Yahya ben Idris[2]. En mai, il prend Sijilmassa, qui est pillée une seconde fois par les Kutama puis rentre à Tahert[1].
- Avril : Côme III devient patriarche copte du Caire (fin en 933)[3].
- 19 juin : départ de Bagdad d'une ambassade arabe d’Ibn Fadlân aux bulgares de la Volga, récemment islamisés. Elle arrive le 12 mai 922[4].
- Novembre : le Fatimide Al-Qaim quitte l’Égypte après l'échec de sa tentative d'invasion (919-921)[1]. Les Abbassides reconnaissent cependant la domination fatimide du littoral libyen jusqu'à Barqah[5].

### Europe
- 13 février[6] : début du règne de Wenceslas, duc de Bohême (fin en 929). Wenceslas Ier (Vaclav) Přemyslide, mineur, règne sur la Bohême sous la tutelle de sa mère Drahomíra, qui est de tendance païenne. Elle entre en conflit avec sa belle-mère Liudmila, très pieuse, que Drahomina fait mettre à mort le 15 septembre[7].
- 7 novembre : traité de paix signé à Bonn entre Henri l'Oiseleur et Charles le Simple[8].
- 10 novembre : le roi norvégien de Dublin Gudfridr attaque Armagh[9].

- Espagne : après la défaite d'Ordoño II de León et de García II de Navarre à la bataille du Valdejunquera (920), le roi de Navarre Sanche Ier Garcia sort de son couvent et bat l'armée de l'émirat de Cordoue à son retour d'un raid de pillage en Aquitaine[10] à Roncal et Bardenas Reales, puis occupe plusieurs places de la province de la Rioja. Cette même année Ordoño lance un raid en territoire musulman et arrive à une journée de marche de Cordoue[11].
- Après avoir vainement assiégé les Normands de la Loire pendant cinq mois, le duc Robert de France leur concède le pays nantais et la Bretagne qu’ils ont dévastés[12]. Les moines, les princes et les nobles bretons émigrent vers l’Angleterre et la France[13].
- Le roi norvégien d’York Rögnvaldr est remplacé à sa mort par Sigtryggr[14] (Sihtric), qui a pris Dublin et tué l’ard rí Niall Glúndub en 919. Son fils Óláfr deviendra roi de Northumbrie. Son frère ou son beau-frère Gudfridr lui succède à Dublin.
- Italie : Lambert, archevêque de Milan et Adalbert Ier d'Ivrée forment un parti qui offre la couronne d'Italie à Rodolphe II de Bourgogne au détriment de Bérenger Ier de Frioul[15]. Bérenger fait appel à des mercenaires hongrois contre Adalbert qui est battu[16]. L'Italie est ravagée par les bandes de Hongrois et est incapable d’opposer la moindre résistance en raison de l’anarchie dans laquelle elle a sombré. Rodolphe de Bourgogne franchit les Alpes pour se faire couronner à Pavie (fin 921 ou début 922)[17].
- Après deux campagnes (920 et 921), Henri l'Oiseleur obtient devant les portes de Ratisbonne la soumission du duc Arnulf Ier de Bavière[18].
- Siméon de Bulgarie marche sur Constantinople, mais est battu par les Byzantins à Katasyrtae[19].